# Swedish Open 1994
Lo Swedish Open 1994 è stato un torneo di tennis giocato sulla terra rossa. 
È stata la 47ª edizione dello Swedish Open, che fa parte della categoria World Series nell'ambito dell'ATP Tour 1994.
Si è giocato al Båstad Tennis Stadion di Båstad in Svezia, dal 4 all'11 luglio 1994.

## Campioni

### Singolare
Bernd Karbacher ha battuto in finale  Horst Skoff con il punteggio di 6–4, 6–3

### Doppio
Jan Apell /  Jonas Björkman hanno battuto in finale  Nicklas Kulti /  Mikael Tillström con il punteggio di 6–2, 6–3